# フライングゲット (曲)
「フライングゲット」（Flying Get）は、日本の女性アイドルグループ・AKB48の楽曲である。秋元康の作詞とすみだしんやの作曲で、2011年8月24日にAKB48のメジャーシングル22作目としてキングレコードから発売された。
『AKB48 22ndシングル 選抜総選挙』で上位21位までのメンバーが歌唱し、前田敦子がセンターポジションを務めている。シングル盤ジャケットは、イラスト風加工を施した写真上に楽曲タイトルの和製漢語的直訳「飛翔入手」を配している。
ラテン音楽とロックの要素を持つポップソングで、歌詞は「フライングゲット」を恋愛感情に充てており、「アイドルミュージックの新境地を開拓したナンバー」など概ね肯定的評価で第53回日本レコード大賞の大賞を得る。オリコンシングルチャートで、デイリーは集計開始以来初めて集計初日にミリオンセラーを、ウィークリーは歴代最高の初週売上をそれぞれ記録して初登場1位、2011年度年間チャート1位のほかに、RIAJ有料音楽配信チャートやビルボードジャパンチャートなど複数の音楽チャートで1位を記録して商業的な成功がみられる。ミュージック・ビデオは堤幸彦が監督し、グループメンバーと武闘集団、前田敦子と大島優子、それぞれのアクションシーンなどで構成され約18分である。
ライブ・パフォーマンスは幾多のテレビ番組や『第53回 輝く!日本レコード大賞』、『第62回NHK紅白歌合戦』などで披露された。
AKB48の楽曲で関係グループ以外初めて公式に女性歌手GILLEが、ほかにAKB48のメンバー、Acid Black Cherryがカバーを披露している。

## 背景とリリース
AKB48の22枚目のシングルについて、2011年3月29日にキングレコードから『AKB48 22ndシングル 選抜総選挙』開催が告知された。東日本大震災の影響で中止された3月25日から27日の横浜アリーナコンサートで総選挙開催を発表する予定であったため、インターネット上で告知された。選抜総選挙はファン投票によりシングル盤収録楽曲の歌唱担当メンバーを選抜するイベントで、2011年6月9日の開票イベントで投票結果が確定し、選抜メンバー21人と最多獲票した前田敦子のセンターポジションが決定された。
初選抜はゼロ。秋元才加と佐藤亜美菜の2人が『ヘビーローテーション』以来5作ぶりの選抜復帰。多田愛佳、菊地あやか、小森美果、佐藤すみれ、宮崎美穂、山本彩、渡辺美優紀の7人が選抜から外れた。
開票イベントで本シングル発売日が2011年8月24日と発表され、6月末に表題曲タイトルの決定が報じられた。表題曲「フライングゲット」は7月10日にドラマ『花ざかりの君たちへ〜イケメン☆パラダイス〜2011』主題歌として、7月16日にTBS『音楽の日』でAKB48のパフォーマンスとともに、それぞれテレビで初披露された。7月29日にORICON STYLEがアーティスト写真とCDジャケットを独占公開し、8月1日にミュージック・ビデオが公開された。
CD発売に先駆け、8月3日から着うたおよび待ちうたが「オリジナル待受画像」全8種特典付きで、8月17日から着うたフルが、それぞれレコチョクから配信された。CDシングルは「通常盤Type-A」、「通常盤Type-B」、「劇場盤」、通常盤Type-AとType-Bそれぞれの「イベント参加券入り数量限定盤」の計5種、PC配信は数量限定盤を除いた「Type-A」、「Type-B」、「劇場盤」の計3種、がそれぞれ発売された。
キャッチコピーは「“フライングゲット”って、何ですか?」。
NHK紅白歌合戦でも2回（第62回・第66回）披露された。

## アートワーク
ディスクジャケットは、イラストタッチ加工された写真が用いられCDシングル5形態はそれぞれに個別のもので、Type-AおよびType-B「イベント参加券入り数量限定盤」は「AKB48」「飛翔入手」「フライングゲット」の文字縁取り色のみが通常盤Type-A、Type-Bと異なる。5種類のほかに「フラゲ認定」と金箔押したピールオフ広告が、2011年8月23日に東急田園都市線と東京メトロ半蔵門線の渋谷駅に約3000枚掲出されて1時間ですべて持ち帰られた。
オリコンは、「飛翔入手」は楽曲タイトル「フライングゲット」を漢字に置き換えたもので、アーティスト写真もジャケット写真と同様にイラストタッチ加工が施されており、通常盤Type-Aのジャケットは「ブルース・リーの大ヒット映画『燃えよドラゴン』のポスターをほうふつさせ」「これはAKB48初の武闘映画『紅い八月〜フライングゲット篇』と『赤い八月〜頂上決戦篇』のポスターと連動で、世界中にカンフーブーム、格闘技ブームを巻き起こしたブルース・リーへのリスペクトが込められ」ミュージック・ビデオと関係している、と特集ページで三沢千晶が推測している。東京ヘッドラインは、「昭和風、はたまたクラシックなカンフー映画を彷ふつとさせるジャケットはファンでなくとも目が止まる」と「フライングゲット」が「いつも以上に注目を集めている理由」を特集ページにあげている。

## 音楽性
ラテン系とともにロック調の「ラテン系リズムのハイテンションソング」で、AKB48のシングル曲では初の曲調である。
楽曲タイトルの「フライングゲット」は正規発売日より前倒しで商品を入手する俗語を用いた「ファンを意識したタイトル」で、公開された当初より「フラゲ」と愛称されている。歌詞は、恋愛経験豊富な男性が愛しい女性の気持ちを誰よりも早く手に入れる想いが綴られ、「フライングゲット」の語彙を恋愛感情に充てている。AKB48の楽曲は従来「ポニーテールとシュシュ」「Everyday、カチューシャ」など男子目線の片想いが多かったが今回はかなり積極的で「草食系男子に喝を入れる」楽曲として方向性は違うものの「『RIVER』の恋愛編」、とする者もいる。

## 批評

### 音楽評論家による評価
「AKB48史上“最も暑苦しい”」曲調が「痛快」で、AKB48の従来の「夏の定番曲になりつつある」楽曲に対し「アイドルミュージックの新境地を開拓したナンバーとして、日本を1年中にわたって真夏に変えてしまうパーティーチューンとして、万人に愛されていく」。
「歌、アレンジ、衣装にPVと、どれも今までのシングル曲よりもちょっぴり大人っぽい」「今までにない色艶」は20歳になったメンバーが増えたことなど「すべての要素が絡み合った結果」で、「勇猛なホーンの音色をフィーチャーしたソウルフルなサウンドと熱くポジティヴなメッセージに心躍る楽曲に仕上がっている」。

### 賞歴
- 第53回日本レコード大賞 優秀作品賞・大賞[28]
- 第44回日本有線大賞 有線音楽優秀賞[29]
- 第26回日本ゴールドディスク大賞 ベスト5シングル[30]

## チャート成績
『フライングゲット』のシングルCDは、発売前日（集計初日）の2011年8月23日付オリコンデイリーシングルチャートで推定売上枚数約102万6000枚を記録し、初登場で1位にランクインした。これにより、AKB48自身の前作『Everyday、カチューシャ』が2011年5月24日付で記録した約94万2000枚を抜き、集計初日の推定売上枚数の最高記録を更新したほか、オリコン史上初となる集計初日のみでのミリオンセラーを達成した。AKB48のシングルのミリオンセラー達成は『桜の木になろう』から3作連続、通算4作目であり、女性グループが3作連続でミリオンセラーを達成するのはピンク・レディー（1978年3月6日付週間チャートにて『渚のシンドバッド』で達成）以来33年半ぶりである。
その後、2011年9月5日付オリコン週間シングルチャートで初登場1位を記録した。1位獲得は『RIVER』から9作連続となり、女性グループによる連続1位獲得数記録でピンク・レディー（『S・O・S』から『カメレオン・アーミー』で記録）に並び1位タイとなった。初週売上は約135万4000枚であり、前作『Everyday、カチューシャ』が記録した約133万4000枚を抜き、ランクイン当時のオリコン週間シングルチャートにおける歴代最高の初週売上を記録した。また、週間チャートにおける初週売上のみでのミリオンセラー達成は前作から2作連続となり、これはオリコン史上初の記録となった。集計4週目となる2011年9月26日付同チャートでは累積売上が150万枚を突破した。これも前作から2作連続であり、シングルが2作連続で累積150万枚を突破するのは女性グループ史上初で、それ以外のアーティストを含めるとB'z、Mr.Children、KinKi Kids、宇多田ヒカルに続く5組目の達成である。
2011年度のオリコン年間シングルチャートにおいては、集計期間内に約158万7000枚を記録して1位にランクインした。この年の年間シングルチャートにおいてはAKB48の作品が上位5位までを占めており、本作はその中でも最も高い売上枚数を記録した。2位にランクインした『Everyday、カチューシャ』との差は389枚であった。
本楽曲の着うたフルは、日本レコード協会の2011年8月23日付RIAJ有料音楽配信チャートにおいて初登場1位を獲得し、続く8月30日付、9月6日付と3週連続で1位を獲得した。また、同社調べによる2011年度の着うたフルの年間チャートにおいては3位にランクインした。
Billboard JAPANのチャートにおいては、2011年9月5日付のHot 100、Hot Top Airplay、Hot Singles Sales、Adult Contemporary Airplayで同時に1位にランクインした。同年間チャートでは、2011年度のHot 100 Year EndおよびHot Singles Sales Year Endにおいてそれぞれ『Everyday、カチューシャ』に次ぐ2位にランクインしており、同年度のHot Top Airplay Year Endでは33位、Adult Contemporary Airplay Year Endでは41位にそれぞれランクインした。

### 週間チャート
| 国   | チャート（2011年）                         | 最高順位 |
| ---- | ------------------------------------------ | -------- |
| 日本 | オリコン週間シングルチャート               | 1        |
| 日本 | RIAJ有料音楽配信チャート                   | 1        |
| 日本 | Billboard Japan Hot 100                    | 1        |
| 日本 | Billboard Japan Hot Top Airplay            | 1        |
| 日本 | Billboard Japan Hot Singles Sales          | 1        |
| 日本 | Billboard Japan Adult Contemporary Airplay | 1        |

### 月間チャート
| チャート（2011年）                        | 最高順位 |
| ----------------------------------------- | -------- |
| 日本・オリコン月間シングルチャート（8月） | 1        |

### 年間チャート
| 国   | チャート（2011年）                                  | 最高順位 |
| ---- | --------------------------------------------------- | -------- |
| 日本 | オリコン年間シングルチャート                        | 1        |
| 日本 | 有料音楽配信チャート「2011年年間チャート」          | 3        |
| 日本 | Billboard Japan Hot 100 Year End                    | 2        |
| 日本 | Billboard Japan Hot Top Airplay Year End            | 33       |
| 日本 | Billboard Japan Hot Singles Sales Year End          | 2        |
| 日本 | Billboard Japan Adult Contemporary Airplay Year End | 41       |

### ゴールド等認定
| 国、地域 | 認定                           |
| -------- | ------------------------------ |
| 日本     | ミリオン（邦楽［シングル］）   |
| 日本     | ダブル・プラチナ（着うた）     |
| 日本     | ダブル・プラチナ（着うたフル） |
| 日本     | プラチナ（PC配信（シングル）） |

## ミュージック・ビデオ
「フライングゲット」のミュージック・ビデオは、堤幸彦が監督を務めている。このビデオは「武闘映画『紅い八月〜フライングゲット篇』」と名づけられており、ドラマシーンやダンスシーンが盛り込まれた約18分間の映像作品となっている。このほか、この映像のドラマシーンを中心とする「武闘映画『紅い八月〜頂上決戦篇』」およびダンスと歌からなる「ダンシングバージョン」があり、「武闘映画『紅い八月〜頂上決戦篇』」には予告編の映像も存在する。監督を堤が担当することは、2011年6月9日に行われた選抜総選挙の開票イベントにおいて発表された。ビデオの撮影は、堤によると同年6月16日・17日の2日間で行われた。
ドラマシーンは、AKB48のメンバーが食事をしながら談笑しているところへ、彼女たちを倒そうとする「赤辺古四十八士」という武闘集団が現れるという内容で始まる。その後メンバーたちは敵である武闘集団に挑んで敗れていくが、最後に登場する前田敦子が敵を倒していく。そして敵の黒幕が登場するが、黒幕はAKB48側のメンバーである大島優子であり、ラストシーンでは前田と大島による対決が繰り広げられる。ビデオ中でメンバーとともに表示される数字は、そのメンバーの選抜総選挙における順位を表したものである。
ニュースサイト「東京ヘッドライン」の特集ページでは、このビデオを「人気米映画『キル・ビル』を想起させる、陰謀とアクション満載の短編映画のような作品」と評している。さらに「豪華なセットのなかでメンバーたちのドキッとする会話のやり取りがあったり、派手な殺陣があったりと、一般のミュージックビデオの枠をはみ出している」としている。エキサイトニュース（ローリエ）の記事ではビデオのストーリーについて「この前の総選挙を彷彿とさせるドラマが展開される」と述べており、オープニング部分については「まるでカンフー映画のよう」だと形容している。

## ライブ・パフォーマンス
「フライングゲット」は2011年7月16日に放送された『音楽の日』において、中国をイメージしたゴールドの衣装を着てテレビ初披露された。その後、本楽曲は2011年7月22日から3日間にわたり行われたドームライブ『よっしゃぁ〜いくぞぉ〜!in西武ドーム』においても披露された。いずれの日のライブにおいても、本楽曲の披露はライブ本編の最後に行われた。オリコンに掲載されたライブ初日のレポートによると、衣装はミュージック・ビデオと同じ衣装でパフォーマンスを行っており、大島優子が「制服っぽくない衣装は初めて」と発言した。また、レポートの筆者である三沢千晶は、本楽曲について「新しいお祭りナンバー」と表現した上で「ダンスはどこか大人っぽく異国のカーニバルを想わせ、本編ラストに華やかな花火が上がったように感じられた」と記している。
2011年12月30日、本楽曲は第53回日本レコード大賞を受賞し、AKB48はその会場である新国立劇場で本楽曲を披露した。このときメンバーは、レコード大賞を意識したフォーマルな白と黒のチェック柄の新衣装でパフォーマンスを行っており、オリコンによると衣装はこのパフォーマンスのためだけに用意されたものである。このときのパフォーマンスについてニュースサイト「Techinsight」の記事は、「口パク」疑惑のあった従来のAKB48のパフォーマンスとは異なり「生歌」であることが明確に伝わったとして、「新鮮な感覚」で「好感が持てる」と評価している。
2011年12月31日、NHKホールで行われた『第62回NHK紅白歌合戦』においても本楽曲が披露された。MSN産経ニュースのレポートによると、パフォーマンスは「紅白2011 AKB48スペシャルMIX 〜がんばろう日本!〜」と題したメドレー形式で行われ、本楽曲はそのうち2番目に披露された。選抜メンバーの衣装は、世間がイメージするAKBらしい赤チェックの制服風衣装であり、1番目の「風は吹いている」が終了した時に同曲の衣装を脱ぎ捨てる形で衣装を替えた。選抜以外のメンバーは青チェックの衣装であった。このメドレーではパフォーマンスに参加する人数が楽曲ごとに異なり、本楽曲では61人だった。
音楽番組『ミュージックステーション』において本楽曲は計5回披露されている。2011年8月26日放送分では、ファン400名を目の前にした生ライブ形式で行われたAKB48スペシャルメドレーの2曲目に、青チェックのベストとジャケットの新衣装で披露された。2011年9月16日放送『ミュージックステーション25周年記念3時間スペシャル』では、フルコーラスでテレビ初披露された。衣装はカラフルな花づくしの新衣装で、この新衣装に関して倉持明日香は公式ブログ内で「歴代のAKBの衣装の中で一番好きかもしれない」とコメントしている。2011年12月23日、千葉県幕張メッセ・イベントステージにおいて行われた『ミュージックステーションスーパーライブ2011』中では、AKB48スペシャルメドレーの3曲目にフルコーラスで披露された。この時の衣装は、ゴールドのクリスマス飾りをイメージした装飾のある白色の新衣装であった。2012年8月17日、前田敦子がAKB48として出演した最後の『ミュージックステーション』では、前田敦子卒業記念スペシャルメドレーの1曲目に、第53回日本レコード大賞受賞時と同じ白と黒のチェック柄の衣装で、約200名のファンを前にした生ライブ形式により披露された。この放送回の視聴率は13.8%（数字はビデオリサーチ調べ、関東地区）であった。2012年12月21日、幕張メッセにおいて行われた『ミュージックステーションスーパーライブ2012』中では、AKB48スペシャルメドレーの1曲目に、シルバーのジャケットにゴールドのスカートという新衣装で披露された。
本楽曲は日本国外でも披露された。2011年10月9日にベトナム・ハノイで開催された『第2回日越友好音楽祭』において、AKB48はトップバッターとして本楽曲を含む2曲をパフォーマンスした。

## メディアでの使用
「フライングゲット」はいくつかのメディアでも使用された。楽曲は、日本の放送局フジテレビによるドラマチック・サンデー枠のテレビドラマで、メンバーの前田敦子が主演した『花ざかりの君たちへ〜イケメン☆パラダイス〜2011』の主題歌として使用された。
更にいくつかのコマーシャルソングとしても使用されており、ピーチ・ジョン「ハートブラ」、アパマンショップネットワーク「アパマン48キャンペーン」、ぷらら「ひかりTV by NTTぷらら」、Kaspersky Internet Security「カスペルスキー2012マルチプラットフォームセキュリティ」峯岸化ウイルスダンス篇といったコマーシャルで使用されている。
キンタロー。がメディア出演時に前田敦子のものまねをする際に本曲を使用することが恒例。
また、2017年の金子修介監督による日本映画『リンキング・ラブ』において、1991年にタイムスリップした主人公が若き日の大学生である母親たちと結成した学園祭アイドルグループ「ASG16」が本曲を劇中で歌唱している。

## シングル収録トラック

### Type-A
「イベント参加券入り数量限定盤」と「通常盤」の2種類が存在するが収録トラックは同一。
| #  | タイトル                                   | 作詞   | 作曲         | 編曲           | 時間 |
| -- | ------------------------------------------ | ------ | ------------ | -------------- | ---- |
| 1. | 「フライングゲット」                       | 秋元康 | すみだしんや | 生田真心       | 4:14 |
| 2. | 「抱きしめちゃいけない」(アンダーガールズ) | 秋元康 | 高木洋       | 増田武史       | 5:36 |
| 3. | 「青春と気づかないまま」                   | 秋元康 | y@suo ohtani | 野中“まさ”雄一 | 5:13 |
| 4. | 「フライングゲット (off vocal ver.)」      |        |              |                | 4:14 |
| 5. | 「抱きしめちゃいけない (off vocal ver.)」  |        |              |                | 5:36 |
| 6. | 「青春と気づかない (off vocal ver.)」      |        |              |                | 5:13 |

| #  | タイトル                                                                  | 作詞 | 作曲・編曲 | 監督     |
| -- | ------------------------------------------------------------------------- | ---- | ---------- | -------- |
| 1. | 「フライングゲット Music Video 武闘映画「紅い八月〜フライングゲット篇」」 |      |            | 堤幸彦   |
| 2. | 「抱きしめちゃいけない Music Video」                                      |      |            | 中村太洸 |
| 3. | 「青春と気づかないまま Music Video」                                      |      |            | 佐藤太   |
| 4. | 「武闘映画「紅い八月〜頂上決戦篇」」                                      |      |            |          |
| 5. | 「フライングゲット ダンシングバージョン」                                 |      |            |          |

### Type-B
「イベント参加券入り数量限定盤」と「通常盤」の2種類が存在するが収録トラックは同一。
| #  | タイトル                                   | 作詞   | 作曲         | 編曲     | 時間 |
| -- | ------------------------------------------ | ------ | ------------ | -------- | ---- |
| 1. | 「フライングゲット」                       | 秋元康 | すみだしんや | 生田真心 | 4:14 |
| 2. | 「抱きしめちゃいけない」(アンダーガールズ) | 秋元康 | 高木洋       | 増田武史 | 5:35 |
| 3. | 「アイスのくちづけ」                       | 秋元康 | 矢吹香那     | 増田武史 | 4:15 |
| 4. | 「フライングゲット (off vocal ver.)」      |        |              |          | 4:14 |
| 5. | 「抱きしめちゃいけない (off vocal ver.)」  |        |              |          | 5:35 |
| 6. | 「アイスのくちづけ (off vocal ver.)」      |        |              |          | 4:14 |

| #  | タイトル                                                                  | 作詞 | 作曲・編曲 | 監督     |
| -- | ------------------------------------------------------------------------- | ---- | ---------- | -------- |
| 1. | 「フライングゲット Music Video 武闘映画「紅い八月〜フライングゲット篇」」 |      |            | 堤幸彦   |
| 2. | 「抱きしめちゃいけない Music Video」                                      |      |            | 中村太洸 |
| 3. | 「アイスのくちづけ Music Video」                                          |      |            | 丸山健志 |
| 4. | 「第3回 AKB48総選挙 ドキュメント映像」                                    |      |            |          |
| 5. | 「武闘映画「紅い八月〜頂上決戦篇・予告」」                                |      |            |          |

### 劇場盤
| #  | タイトル                                   | 作詞   | 作曲         | 編曲     | 時間 |
| -- | ------------------------------------------ | ------ | ------------ | -------- | ---- |
| 1. | 「フライングゲット」                       | 秋元康 | すみだしんや | 生田真心 | 4:14 |
| 2. | 「抱きしめちゃいけない」(アンダーガールズ) | 秋元康 | 高木洋       | 増田武史 | 5:36 |
| 3. | 「野菜占い」                               | 秋元康 | TANATONOTE   | 武藤星児 | 3:51 |
| 4. | 「フライングゲット (off vocal ver.)」      |        |              |          | 4:14 |
| 5. | 「抱きしめちゃいけない (off vocal ver.)」  |        |              |          | 5:36 |
| 6. | 「野菜占い (off vocal ver.)」              |        |              |          | 3:50 |

## 選抜メンバー
カップリング曲の歌唱メンバーは下記と異なる。詳細については「AKB48関連の楽曲一覧」を参照
かっこ内は『AKB48 22ndシングル 選抜総選挙』における順位。☆はメディア選抜。
- 秋元才加（17位）
- 板野友美☆（8位）
- 大島優子☆（2位）
- 河西智美（16位）
- 柏木由紀☆（3位）
- 北原里英（13位）
- 倉持明日香（21位）
- 小嶋陽菜☆（6位）
- 指原莉乃☆（9位）
- 佐藤亜美菜（18位）
- 篠田麻里子☆（4位）
- 高城亜樹☆（12位）
- 高橋みなみ☆（7位）
- 前田敦子☆（1位）
- 増田有華 （20位）
- 松井珠理奈（14位）[注釈 5]
- 松井玲奈☆（10位） [注釈 5]
- 峯岸みなみ（15位）
- 宮澤佐江☆（11位）
- 横山由依（19位）
- 渡辺麻友☆（5位）

## 収録アルバム
- 1830m
- 0と1の間

## カバー

### GILLEによるカバー
「フライングゲット」は、日本の女性歌手・GILLEによって英語でカバーされている。このカバー曲は2012年6月27日、「フライングゲット(English Ver.)」としてデジタル・ダウンロード（着うた・着うたフル・PC配信）によりリリースされた。AKB48の楽曲でその関係グループ以外により公式にカバーされたのは、本楽曲が初である。この楽曲はGILLEのデビューアルバム『I AM GILLE.』の1曲目にも収録されている。また、その後発売されたアルバム『I AM GILLE.-Special Edition-』のDVDには楽曲のミュージック・ビデオが収録されている。
GILLEはもともと、動画サイトのYouTubeに「フライングゲット」を英語でカバーした動画をアップロードしていた。この動画がアップロードされたのは2012年2月1日である。動画は1か月で100万回の再生を記録し、視聴者から反響を呼んでいた。秋元康はこのことを知り、実際に動画を見てGILLEを高く評価した。その後、秋元はGILLEとメジャー契約したユニバーサルミュージックからの「フライングゲット」の正式なカバー申請を快諾した。秋元によると、AKB48の楽曲のカバー申請は「事務所の意向があり、なかなかご希望に沿えないのが現状です」とのことであるが、GILLEによるカバーを快諾したことについては「GILLEの歌を聴いた時、これは誰が何と言ってもプロデュースしたいと思いました」と話している。

### Acid Black Cherryによるカバー
ヴィジュアル系ロックバンドJanne Da ArcのヴォーカリストyasuのソロプロジェクトAcid Black Cherryが本曲をカバーし、2017年1月25日に発売したカバーアルバム『Recreation 4』に収録された。

### AKB48のメンバーによるカバー
「フライングゲット」はAKB48のメンバーによってもカバーされている。松井咲子は、自身のソロデビューアルバム『呼吸するピアノ』において本楽曲をピアノ演奏でカバーしている。この演奏は、アルバムの音楽監修を務めた服部隆之により編曲されている。岩佐美咲は、本楽曲を「フライングゲット<演歌バージョン>」のタイトルで演歌としてカバーしており、このカバー曲は自身の2作目のシングル「もしも私が空に住んでいたら」にカップリング曲として収録されている。このカバー曲は、野中“まさ”雄一により編曲されている。

### SNH48によるカバー
AKB48の姉妹グループであったSNH48は、本楽曲を「飛翔入手」のタイトルでカバーし、グループの2作目のEPとしてリリースした。2013年8月2日に久尚音楽から発売された。歌詞は中国語に翻訳されている。楽曲のセンターポジションは湯敏。

#### EP収録トラック
CD
1. 飛翔入手
（作詞：秋元康、作曲：すみだしんや、編曲：生田真心）
2. 馬尾與髮圈
（作詞：秋元康、作曲：多田慎也、編曲：生田真心）
3. 石頭剪刀布
（作詞：秋元康、作曲：小西裕子、編曲：生田真心）
4. 飛翔入手（伴奏）
5. 馬尾與髮圈（伴奏）
6. 石頭剪刀布（伴奏）

DVD
1. 飛翔入手 MV
2. 馬尾與髮圈 MV
3. 石頭剪刀布 525 LIVE Version

#### 選抜メンバー
カップリング曲の歌唱メンバーは下記と異なる。詳細については「SNH48の楽曲一覧」を参照
- 陳觀慧
- 陳思
- 戴萌
- 丁紫妍
- 董芷依
- 孔肖吟
- 李宇琪
- 莫寒
- 錢蓓婷
- 邱欣怡
- 湯敏
- 呉哲晗
- 徐晨辰
- 許佳琪
- 張語格
- 趙嘉敏

### JKT48によるカバー
AKB48の姉妹グループであるJKT48は、本楽曲を「Flying Get」というタイトルでカバーしている。このカバー曲は、グループの5作目のシングルとして2014年3月5日にHits Recordsから発売された。
歌詞は秋元の詞をインドネシア語に翻訳したものとなっている。楽曲のセンターポジションはメロディー・ヌランダニ・ラクサニ。シングル盤はAlfa Group盤と劇場盤がある。

#### シングル収録トラック

##### Alfa Group盤
| #  | タイトル                                                                                             | 作詞   | 作曲         | 編曲               | 時間 |
| -- | --- | ------ | ------------ | ------------------ | ---- |
| 1. | 「Flying Get」                                                                                       | 秋元康 | すみだしんや | 生田真心           | 4:14 |
| 2. | 「Hanikami Lollypop - Malu-malu Lollypop -」                                                         | 秋元康 | 池澤聡       | 増田武史           | 4:00 |
| 3. | 「Dareka no Tame ni - What Can I Do for Someone? – - Demi Seseorang – What Can I Do for Someone? -」 | 秋元康 | 井上ヨシマサ | 井上ヨシマサ       | 4:13 |
| 4. | 「Korogaru Ishi ni Nare - Jadilah Batu yang Berputar -」                                             | 秋元康 | 山崎燿       | Funta              | 3:57 |
| 5. | 「Heavy Rotation」                                                                                   | 秋元康 | 山崎燿       | 田中ユウスケ       | 4:41 |
| 6. | 「Aitakatta - Ingin Bertemu -」                                                                      | 秋元康 | BOUNCEBACK   | 田口智則・稲留春雄 | 3:49 |
| 7. | 「Baby!Baby!Baby!」                                                                                  | 秋元康 | 上杉洋史     | CHOKKAKU           | 4:01 |
| 8. | 「RIVER」                                                                                            | 秋元康 | 井上ヨシマサ | 井上ヨシマサ       | 4:42 |
| 9. | 「Fortune Cookie in Love」                                                                           | 秋元康 | 伊藤心太郎   | 武藤星児           | 4:43 |

##### 劇場盤
| #  | タイトル                                     | 作詞   | 作曲         | 編曲     | 時間 |
| -- | -------------------------------------------- | ------ | ------------ | -------- | ---- |
| 1. | 「Flying Get」                               | 秋元康 | すみだしんや | 生田真心 | 4:14 |
| 2. | 「Hanikami Lollypop - Malu-malu Lollypop -」 | 秋元康 | 池澤聡       | 増田武史 | 4:00 |
| 3. | 「Shoujotachi Yo - Gadis Remaja –」          | 秋元康 | 小網準       | 生田真心 | 4:29 |

#### 選抜メンバー
カップリング曲の歌唱メンバーは下記と異なる。詳細については「JKT48の楽曲一覧」を参照
- アリシア・カンジア
- アヤナ・シャハブ
- ガイダ・ファリシャ
- ジェシカ・ファニア
- ジェシカ・フェランダ
- シャニア・ジュニアナタ
- シンタ・ナオミ
- シンディ・ユフィア
- センディ・アリアニ
- デフィ・キナル・プトゥリ
- 仲川遥香
- ナビラ・ラトナ・アユ・アザリア
- フィフィヨナ・アプリアニ
- メロディー・ヌランダニ・ラクサニ
- ラトゥ・フィエンニ・フィトゥリリア
- レズキー・ウィランティ・ディク

### その他のカバー
- 小林私 - 2020年10月28日発売のカバーアルバム『他褌』収録[91]。
- ぷにる（篠原侑)  - 2025年3月19日発売の「『ぷにるはかわいいスライム』かわいいぷにるソングアルバム」に収録。アニメ『ぷにるはかわいいスライム』の第5弾MV楽曲としてカバー。